# Bazylika św. Jana (Efez)
Bazylika św. Jana (gr. Ἅγίος Ἰωάννης Θεολόγος Hagios Ioannēs Theologos lub Ἅγίος Θεολόγος Hagios Theologos) – dawna bazylika w pobliżu Efezu, wybudowana w VI wieku przez cesarza Justyniana na wzgórzu Ayasoluk w miejscu prawdopodobnego spoczynku św. Jana Ewangelisty, autora jednej z Ewangelii. Współcześnie zachowana jako ruina w miejscowości Selçuk w zachodniej Turcji, położona u podnóża cytadeli na wzgórzu Ayasoluk około 3,5 km od ruin starożytnego Efezu.

## Historia
Drugą połowę I wieku n.e. św. Jan Apostoł spędził w Efezie. Zmarł około roku 100 i pochowany został niedaleko Efezu, na wzgórzu zwanym Ayasoluk (jest to prawdopodobnie zniekształcone brzmienie słów Hagios Theologos – Święty Teolog). Nad grobem św. Jana na początku IV wieku postawiono niewielką kaplicę. Przypuszczalnie ok. 450 wzniesiono kaplicę na planie krzyża przykrytą drewnianym dachem. Około roku 535 cesarz Justynian rozpoczął na jej miejscu budowę bazyliki, wzorowanej na konstantynopolitańskiej bazylice świętych Apostołów. Była to ogromna świątynia na planie krzyża, przed którą znajdowało się atrium otoczone podwójną kolumnadą. Nad nawami bocznymi dobudowano empory, a budowlę przykryto sześcioma kopułami. Do budowy bazyliki wykorzystano między innymi materiał ze zburzonej niewiele wcześniej świątyni Artemidy. Bazylika, której budowę ukończono w 565 stała się wówczas głównym miejscem pielgrzymkowym świata chrześcijańskiego. Po inwazji arabskiej na imperium bizantyjskie w latach 654-5 spadło znaczenie Efezu, a życie miejskie zaczęło skupiać się wokół wzgórza z bazyliką. Świątynię stopniowo otoczono murami, a na szczycie wzgórza wzniesiono zamek – cytadelę służącą do ochrony na wypadek najazdów Arabów.
Do roku 1304 wzgórze oraz miasto pozostawały w rękach bizantyjskich. Kres temu przyniósł najazd Turków seldżuckich, którzy złupili miasto, a bazylikę przekształcili w meczet. Dostępu do grobu św. Jana umożliwiano chrześcijanom za opłatą. W 1402 doszło do inwazji mongolskiego wodza Tamerlana na Ayasoluk. Walki między tureckimi wodzami doprowadziły do zniszczenia wzgórza, w tym bazyliki zamienionej w gruzowisko.
Ruiny bazyliki pozostawały nieuporządkowane aż do początku XX wieku. W roku 1922 podczas wojny grecko-tureckiej greccy archeolodzy przeszukali wzgórze wraz z bazyliką św. Jana. Prace te dowiodły wczesnego kultu jakim otaczano w tym miejscu Jana Ewangelistę. Nie przyniosło to jednak postępu w uporządkowaniu ruiny. Dopiero w połowie XX wieku prace na wzgórzu podjęła austriacka misja archeologiczna. Uporządkowano ruinę i odbudowano konfesję św. Jana. Wkrótce potem miejsce to odwiedził papież Paweł VI potwierdzając jego znaczenie dla chrześcijan. Prace prowadzone w ostatnich latach dzięki wsparciu religijnej fundacji z Limy (Ohio, USA) doprowadziły do odbudowy części kolumn i murów bazyliki, dając wyobrażenie ogromu świątyni istniejącej w czasach bizantyjskich.

## Architektura budowli
Bazylika św. Jana była olbrzymią budowlą zbudowaną na planie krzyża o wymiarach 110 m na 30 m. Do świątyni przylegał otwarty dziedziniec (atrium) otoczony podwójną kolumnadą. Bazylikę zbudowano z ciosów kamiennych oraz marmurowych kolumn. Sklepienie stanowiły cztery kopuły rozpościerające się nad nawą główną oraz dwie w nawach bocznych. Kopuły wsparte były masywnymi pomostami, które przebiegały między nawami i podparte dwoma piętrami marmurowych kolumn (wykonanie kolumn z marmuru było konieczne do udźwignięcia masywnej konstrukcji sklepienia). Podłoga nawy głównej wyłożona była płytami marmurowymi i ozdobiona mozaikami.
W środkowej nawie, w absydzie ołtarza znajduje się domniemana konfesja św. Jana. Stanowi ją kamienna płyta wraz z czterema narożnymi kolumnami. Obok nawy głównej znajduje się baptysterium. Na kapitelach dolnego rzędu kolumn w bazylice widoczne są monogramy cesarza Justyniana i cesarzowej Teodory. W okresie późnobizantyjskim kościół otoczono murami obronnymi nadając mu cechy budowli warownej. Z tych elementów zachowała się do czasów współczesnych potężna brama obronna.
Współczesny wygląd bazyliki jest efektem prac archeologicznych, w wyniku których odbudowano fragmenty ścian i kolumnady dające obraz rozmiarów świątyni.